# Nancy Herrera
Nancy Herrera (nacida en Buenos Aires, Argentina, 4 de marzo de 1960) es una ex modelo, actriz de cine, teatro y televisión, y una locutora argentina. Fue la última pareja del comediante Alberto Olmedo.

## Carrera
Se desempeñó durante toda su carrera generalmente como actriz de teatro y de cine, la mayoría de ellas al lado de Olmedo.

### Cine
- 1982: Casi no nos dimos cuenta como recepcionista de la fiesta.
- 1983: Los reyes del sablazo como la amiga de "Meneca".
- 1984: Sálvese quien pueda.
- 1985: Mirame la palomita.
- 1986: Brigada explosiva contra los ninjas como pasajera en el colectivo.
- 1987: Los colimbas al ataque.
- 1987: Susana quiere, el negro también! como una secretaria.
- 1989: Largometraje documental dirigida por María Estela Lorca sobre adicciones.

### Televisión
En televisión actuó como extra en Coquito y Piluso, entre otros proyectos en la que era figura de cabecera Olmedo. Apareció en varios programas chimenteros como Intrusos en el espectáculo, AM, Los profesionales de siempre, Infama, Mañaneras y Bien de Verano. En el 2008 participó en el programa conducido por Andrea del Boca llamada La mamá del año.
En el 2008 participó en el especial Alberto Olmedo: El nombre de la risa, un documental conducido por Marley y emitido por telefé donde cuenta la verdad sobre su vida y su trágico final.
En el 2011 se le realizó un reportaje en el programa El Parador que se emitió por Canal 26 los domingos a las 13:30.
En una entrevista a la Revista Gente en junio de 1988 llegó a cobrar 2000 australes. Donde declaró que pondría fotos de Alberto en las paredes del cuarto de su hijo para que lo pueda ver todos los días.
También fue tapa de la revista Playboy en mayo de 1987 en la que posó medio desnuda, revolucionando el mundo artístico argentino.
Tuvo amigos como Alberto Anchart, Julio de Grazia, Ulises Dumont, César Bertrand, Javier Portales (al que consideraba un señor con todas las letras) y las actrices Susana Traverso y Divina Gloria.

### Teatro
Nancy que estudió y se perfeccionó como bailarina en el Teatro Colón trabajó junto a grandes como Ricardo Bauleo, Don Pelele, Alberto Anchart, Jorge Porcel y obviamente Alberto.
- El Capitán Piluso (Temporada teatral).
- 1984: La Carlina se pasó.
- 1985: El bicho tuvo la culpa - Teatro Regina de Mar del Plata junto a Alberto Olmedo, Susana Traverso y elenco.
- 1986: El negro no puede.
- 1996: Dos señores atorrantes junto a Alberto Anchart y elenco.[3]
- 1997: Pinocho y Pulgarcito.

### Radio
- 2012 / 2013: Te doy mi voz - Radio sentidos junto a Vicky Buchino, Miguel Medina y Víctor Dupont. Producción ejecutiva: Arturo Lodetti.

## Vida y últimos días junto aAlberto Olmedo
Nancy conoció y entabló una relación con Alberto Olmedo cuando tenía tan sólo 20 años. Él transcurría por aquel entonces una crisis matrimonial. Nancy que ya tenía unos antecedentes en el escenario teatral comenzó un fuerte romance con él hasta el punto que alquilaron en Avenida de Mayo entre San José y Santiago del Estero un departamento de dos habitaciones y un placard donde convivieron hasta que el año siguiente y tras una buena temporada veraniega en teatro se compraron un departamento en el edificio situado en Av.San Juan entre Combate de los Pozos y Sarandí.
Desde un principio tuvo muy buena relación con los tres hijos mayores de Olmedo hasta que se separó transitoriamente de él, tras las supuestas relaciones que tenía ella con Cacho Fontana que por aquel entonces era el mejor amigo del cómico.
Juntos compartieron lo bueno y lo malo del mundo de la farándula. Escuchando las anécdotas de cuando Olmedo vendía carbones, o robaba olivos de las casas para venderlas en la puerta de la iglesia o cuando robaba el sanador de la puerta donde vivía (conventillo). Viajaron juntos a Tahití, Australia y los Estados Unidos. Durante una gira en Villa Carlos Paz perdió su primer embarazo con casi cuatro meses de gestación.
En sus últimos días Olmedo había ido el lunes 29 de febrero a descansar a su departamento en Mar del Plata. En ese momento habla con Nancy diciéndole que arregle para venir el martes y quedarse unos 10 o 15 días junto a él, lo cual no pudo hacer ya que se encontraba tramitando un juicio que se le estaba haciendo a un productor del teatro de Carlos Paz. El jueves 3 de marzo Nancy habla con la asistente "Yiya" por teléfono pidiendo hablar con él, quien se encontraba en ese momento andando en bicicleta. El viernes 4 de marzo a las 15 la llama Olmedo dejándole un mensaje en el contestador automático, apenas lo escucho lo llamó a Mar del Plata a las 17:30, en dicha conversación Alberto le pidió que vaya a su departamento mañana (el sábado) a lo que ella le insistió en ir ese mismo día en su coche. Tras una gran tormenta en Dolores llega al hotel donde está hospedado Olmedo, pero como llegó a las 21:45 aproximadamente, este ya se había ido al teatro a realizar una función de ...Y éramos tan pobres. En ese momento el cómico llama al chofer para que le confirme si su auto está en la cochera. Tras comer un lechón en un famoso restaurante, llama a su mujer diciéndole que ya iba para allá. Llegó a la 1 de la madrugada . Pasaron 7 horas en la que bebieron tres botellas y media de champán y hablaron claramente de todo lo sucedido en su relación, dándose un espacio a la reconciliación. El sábado 5 de marzo a las 8.10 de la mañana Olmedo empezó a hacer acrobacias en el balcón de su departamento, precipitándose al vacío luego de resbalarse de la baranda mojada. En ese momento el cuerpo rebota en el pasto y cae en la calle, donde encontraron una misteriosa "bolsita". Supo comentar 

"Cuando Alberto cae, la encargada del edificio, Marina, me dijo que estaba vivo, yo no se si bajé por el ascensor o por las escaleras, pero me tiro arriba del cuerpo de Alberto e inconscientemente y sin saberlo (aunque tenía un retraso normal en cualquier mujer) le dije ¡No me dejes Alberto, ahora estoy embarazada!

 pero fue demasiado tarde ya que había muerto al minuto tras una respiración agónica. en ese instante y bajo una crisis nerviosa pidió que lo destaparan porque estaba vivo todavía. La policía intervino junto con la encargada trasladando a Herrera al hall del edificio, llevándola al duodécimo piso, clausurando su departamento. El doctor Marino, su médico de cabecera en esa ciudad la calmó con un fuerte sedante y fue trasladada a una clínica, donde pudo reponerse.
La autopsia develó que en sus vísceras había drogas. Aunque Nancy afirmó que nunca lo vio consumir tales sustancias.
El 26 de octubre de 1988 nació su hijo Albertito, heredando legalmente su apellido tras varias peleas y enfrentamientos. Fue bautizado con cuatro padrinos: Susana Traverso, su hermano y el matrimonio Barrenechea (la socorrieron de Mar del Plata y la llevaron a su casa en Carlos Paz durante el apogeo de la prensa).
El jueves 18 de abril de 1996, en la casa Roldán de antigüedades y remates, Herrera puso a subasta el bombín de Rucucu y la camiseta a rayas, el balero y la cartuchera de Piluso, y alguien que mantuvo su nombre en secreto pagó 5100 pesos por todo el lote.

## Polémica
A la terrible muerte del capocómico le sobrevino el escándalo cuando en menos de 6 meses de trascurrida la muerte del cómico sus hijos publicaron una solicitada en la que ponían en duda la muerte accidental del padre. En ese momento Nancy estaba en su campo situado en Santa Elena (a 150 km de Paraná), Entre Ríos. También rechazaban al futuro hijo en gestación como hermano poniendo en duda la verdadera paternidad del actor. Por ello tuvo que someterse a unas acciones de reconocimiento de paternidad.
A esto se le sumó que la exmujer Tita Russ no le permitía su ingreso al Panteón de Actores del cementerio de le Chacarita donde descansaba su marido.
Otros escándalos rodearon a la actriz a lo largo de toda su vida una de ellas fue con la ex vedette y chica Olmedo Silvia Pérez, quien solía ser su mejor amiga previo a enterarse de la infidelidad que tuvo con su marido. Esta enemistad se haría pública con los años. Otros cruces fueron con Susana Romero (supo decir que era un "Pájaro de mal agüero", Beatriz Salomón (al confesar "Nancy Herrera no lo supo cuidar lo suficiente"), Adrián Martel, Chiche Gelblung (por omitir en su programa parte de la vida de Albertito) y Sandra Villarruel  (al criticar duramente a Porcel).

## Vida privada
Estuvo en pareja desde 1980 con Alberto Olmedo hasta su inesperada muerte en 1988. Actualmente está casada con Federico, un constructor y criador de caballos con el que salió desde el 2007. Tiene 3 hijos Alberto Orlando Olmedo nacido en 1988, y Lucas y otro tercero nacido en el 2007.
A lo largo de su vida se la relacionó con varios y conocidos famosos argentinos. El primero fue con el conductor Cacho Fontana, con quien tuvo un affaire en 1987, cuando se encontraba separada de Olmedo. El periodista Guillermo Kelly supo decir una vez que recibió fotos de ellos dos saliendo de un hotel alojamiento. Otro fue con el actor Ricardo Bauleo aunque ella lo negó diciendo que era solo un compañero de teatro. También se incluyeron a los actores Marco Estell y Alberto Anchart, aunque ella los negó rotundamente. En 1987 tuvo una relación fugaz con un jugador de rugby.
Actualmente vive en el barrio de San Cristóbal junto a sus hijos.